# Houghton House
Houghton House – pozostająca w ruinie, XVII-wieczna rezydencja myśliwska położona w Ampthill, w hrabstwie Bedfordshire, we wschodniej Anglii. Pierwotnie była letnią siedzibą hrabiny Mary Sidney Hebrert. Po jej śmierci przeszła we władanie rodów Bruce i Russell. Wraz z końcem XVIII wieku została opuszczona i popadła w ruinę. Obecnie pozostaje pod opieką organizacji English Heritage. Jest wpisana na brytyjską listę zabytków I klasy.

## Historia
Budowla została wzniesiona na początku XVII wieku jako pałacyk myśliwski. Budowa rozpoczęła się w 1615 roku na gruntach nadanych hrabinie Pembroke Mary Sidney Herbert przez króla Jakuba I Stuarta. Pracami kierowali prawdopodobnie architekci John Thorpe – przedstawiciel stylu jakobińskiego – oraz Inigo Jones, jeden z prekursorów angielskiego renesansu. W 1621 roku rezydencja była już ukończona. Odwiedził ją wtedy król Jakub I. W tym samym roku zmarła też Mary Sidney Herbert, a w 1624 roku posiadłość została przez władcę nadana rodowi Bruce, który przekształcił Houghton House w swoją główną rezydencję, zamieszkałą przez cały rok. Miała ona być pierwowzorem dla Pałacu Pięknego opisanego w dziele Johna Bunyana Wędrówka pielgrzyma z 1678 roku.

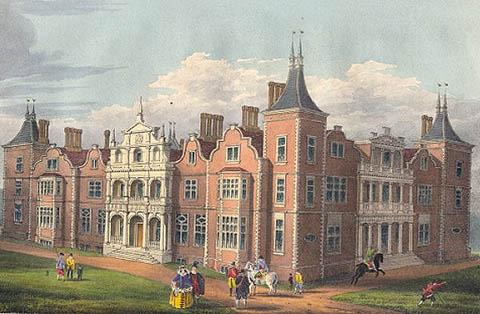
Rysunek przedstawiający rezydencję w okresie jej świetności

W 1738 roku Thomas Bruce sprzedał posiadłość Johnowi Russellowi, księciu Bedford. W latach 1764–1767 zamieszkiwał ją syn nowego właściciela, Francis Russell, markiz Tavistock. W 1767 Francis Russell zmarł podczas polowania. Jego syn, Francis Russell książę Bedford oddał teren łowiecki w użytkowanie swemu sąsiadowi, zaś w 1794 roku porzucił posiadłość, pozbawiając ją mebli i dachu. Główne, bogato zdobione schody, zostały wówczas przeniesione do nowej siedziby księcia – Hotelu Swan w Bedford. Rezydencja stopniowo zaczęła popadać w ruinę. W 1804 roku pozostałości po rezydencji wraz z otaczającym ją terenem zakupił John Fitzpatrick, hrabia Upper Ossory. W 1877 roku dokonano częściowej rozbiórki wieżyczek będących w stanie grożącym zawaleniem.
W 1923 roku pozostałości po rezydencji zostały zakupione przez lokalny klub sztuk pięknych, z którego inicjatywy przeprowadzono ich wstępną rewitalizację. W 1935 roku pieczę nad Houghton House objął pierwszy komisarz ds. prac publicznych Wielkiej Brytanii. W 1938 roku rozpoczęły się prace renowacyjne. W 1972 roku Ministerstwo Środowiska wpisało budynek na listę zabytków klasy I. W 2006 roku przeprowadzona została kolejna renowacja. Obecnie pozostałościami po rezydencji zarządza organizacja English Heritage.

## Wygląd
Rezydencja została wzniesiona na planie litery H i miała wymiary 37x25m. Do budowy użyto cegieł, zaś narożniki, obramowania okien i inne elementy dekoracyjne wykonano z wapienia wydobywanego w pobliskim Totternhoe. W narożnikach znajdowały się cztery wieżyczki, z których dwie zachodnie przetrwały do dziś do poziomu drugiego piętra.
Główne wejście znajdowało się w ścianie południowej. Rolę fasady spełniała jednak ściana północna zorientowana w kierunku parku i obszarów łowieckich. Do ogrodów prowadziły dwie loggie, jedna w ścianie północnej i jedna w ścianie zachodniej. Były one wykonane we wczesnym stylu klasycystycznym, a twórcą ich projektu był prawdopodobnie Inigo Jones. Obie loggie zaopatrzone były we fryzy zawierające ozdoby odnoszące się do hrabiny Pembroke i jej rodziny. Były wśród nich herb osobisty hrabiny, niedźwiedź będący emblematem Dudley’ów, rodu matki Mary Sidney Herbert, a także liczne ornamenty roślinne.
Budynek miał trzy kondygnacje. Główne wejście prowadziło do umieszczonej centralnie wielkiej sali, służącej jako pomieszczenie reprezentacyjne oraz jadalnia. Ponad wielką salą znajdowała się komnata początkowo służąca prywatnym posiłkom i rozrywce. W latach 60. XVIII wieku została ona przekształcona w bibliotekę. Rodzina hrabiowska zajmowała pokoje na pierwszym piętrze, zaś służba zamieszkiwała drugie piętro. Skrzydło gospodarcze, które nie przetrwało do naszych czasów, mieściło kuchnię i warzelnię i przylegało do rezydencji od wschodu.